# (31964) 2000 GG161
2000 GG161 (asteroide 31964) é um asteroide da cintura principal. Possui uma excentricidade de 0.22647100 e uma inclinação de 1.54900º.
Este asteroide foi descoberto no dia 7 de abril de 2000 por LINEAR em Socorro.